# Gephyromantis hintelmannae
A Gephyromantis hintelmannae   a kétéltűek (Amphibia) osztályába és  a békák (Anura) rendjébe aranybékafélék (Mantellidae) családjába tartozó faj. 

## Előfordulása
Madagaszkár endemikus faja. A típuspéldányt a sziget délkeleti részén, Ambohitsara felu közelében 300 m-es tengerszint feletti magasságban figyelték meg.

## Természetvédelmi helyzete
A vörös lista a veszélyeztetett fajok között tartja nyilván.